# Муньос Мардонес, Рауль Андрес
Рауль Андрес Муньос Мардонес (исп. Raúl Andrés Muñoz Mardones; 25 мая 1975, Курико, Мауле) — чилийский футболист, защитник. Выступал за сборную Чили, участник Кубка Америки-1997.

## Биография

### Клубная карьера
Начал выступать на взрослом уровне в 1993 году в клубе «Санта Крус» из одноимённого города во втором дивизионе Чили. В 1994 году перешёл в «Сантьяго Уондерерс», с которым год спустя одержал победу во втором дивизионе, а в 1996 году дебютировал в высшем дивизионе.
С 1997 года выступал за один из сильнейших клубов Чили — «Коло-Коло», в его составе сыграл 133 матча в чемпионате страны и стал трёхкратным чемпионом Чили (1997, 1998, 2002). Полуфиналист Кубка Либертадорес 1997 года. В сезоне 1999/00 играл на правах аренды за аутсайдера испанской Ла Лиги «Нумансию», сыграл 5 (по другим данным, 6 или 4) матчей.
В феврале 2003 года подписал контракт с российскими «Крыльями Советов», но ещё до начала сезона контракт был расторгнут по медицинским показаниям. Ещё до того у футболиста были проблемы с межпозвоночной грыжей, в результате он дважды приостанавливал карьеру и лечился.
В последние годы карьеры выступал в Мексике за «Сан-Луис» и на родине за «Аудакс Итальяно». В возрасте 29 лет завершил профессиональную карьеру.

### Карьера в сборной
Дебютировал в сборной Чили 4 апреля 1997 года в товарищеском матче против Бразилии. Принимал участие в Кубке Америки-1997, вышел на поле в одном матче — против Парагвая. Затем после четырёхлетнего перерыва вызывался в сборную в 2001 году. Последний матч сыграл 15 ноября 2003 года в отборочном матче ЧМ-2006 против Уругвая. Всего в 1997—2003 годах сыграл 7 матчей за сборную.